# 循證補充和替代醫學
《循證補充和替代醫學》（Evidence-Based Complementary and Alternative Medicine）是內容涵蓋補充和替代醫學的开放获取的医学期刊，由欣達維出版公司 （Hindawi Publishing Corporation）出版。

## 歷史
埃德溫·庫珀（Edwin L. Cooper）於2004年創立該期刊並擔任主编，直到2010年才卸下職位，該期刊也在2010年時從牛津大学出版社遷至欣達維。
該期刊最初是完全开放获取，除了彩色圖表以外，不會向作者收取出版費，之後牛津大學出版社在2008年改變了政策，將綜述（Review）、社論（Editorial）、特約述評（Commentary）改為訂閱制，但維持原創研究論文（original research paper）的開放獲取。後來欣達維將期刊恢復為完全開放獲取的模式，不過作者必須支付文章处理费。 
根据《期刊引证报告》，该期刊2021年的影响因子为2.650。
2023年，科睿唯安将该期刊从其Web of Science中移除。据撤稿观察报道，“从 Web of Science 中移除期刊意味着科睿唯安将不再为其论文编制索引、统计其引用量或为期刊标题提供影响因子。”

## 批評
該期刊創刊編輯埃德扎爾·恩斯特（Edzard Ernst），也是世界上第一位補充醫學教授。他將該期刊描述為「無用的垃圾」，主因是其未發揮作用的同行評審。

## 外部連結
- 官方网站